# 橘家半蔵
橘家 半蔵（たちばなや はんぞう、1954年12月1日 - ）は、落語家。落語協会所属の真打。紋は『三ツ組橘』。出囃子は『ふじの山』。本名∶長田 衛。

## 来歴
静岡県駿東郡小山町出身。小山町立北郷中学校、静岡県立沼津工業高校を卒業。
1975年5月、八代目橘家圓蔵に入門、前座名は「かがみ」。
1980年2月に春風亭正朝、林家錦平と共に二ツ目昇進、「靖鏡」と改名する。
1990年3月に林家しん平、林家錦平、古今亭菊丸とともに真打昇進、直木賞作家の半村良より一字貰い「橘家半蔵」と改名した。

## 芸歴
- 1975年5月 - 八代目橘家圓蔵に入門、前座名「かがみ」。
- 1980年2月 - 二ツ目昇進、「靖鏡」と改名。
- 1990年3月 - 真打昇進、「半蔵」と改名。

## 人物
趣味∶歩きながらの読書、部屋の模様替え、など。
橘家竹蔵、柳家さん枝、橘家仲蔵、橘家圓十郎と池袋演芸場特選会で「一八落語会」を開催している。

## メディア

### テレビ
- ベルサイユのトラック姐ちゃん（NET） - 第8話「拳銃はやわ肌がお好き」ラーメン屋の客役
- スーパーモーニング（テレビ朝日） - 生CMに10年間出演（1991年4月から2001年12月まで）
- 土曜ワイド「テレサーチ」（東北放送） - メインキャスターを務める（1992年4月から1993年3月まで）